# 어린이에게 새생명을
《어린이에게 새생명을》은 MBC TV에서 매년 방송 중인 특집 어린이 사회 공헌 교양 프로그램이다.

## 프로그램 소개
난치병이나 희귀병을 앓아 고통 받는 어린이에게 희망을 주는 사회 공헌 프로그램

## 경쟁 프로그램
- SBS 희망 TV (SBS TV)